# Elektrowerk Weisweiler
Die Elektrowerk Weisweiler GmbH (EWW) – oder kurz das Elektrowerk – ist ein 1917 in Weisweiler (heute Teil der Stadt Eschweiler in der Städteregion Aachen) gegründetes Werk zur Herstellung von Metalllegierungen wie Ferrochrom, Ferromangan, Ferro-Molybdän und Ferro-Wolfram. Einige dieser Speziallegierungen werden weltweit nur hier hergestellt. Chromerze werden in firmeneigenen Bergwerken in der Türkei gefördert. Das Unternehmen gehört zur finnischen Ruukki-Gruppe.
Eine unmittelbar südlich gelegene Wohnstraße mit Werkswohnungen heißt seit 1925 Elektrowerk.
Von 1917 bis 1988 bestand eine eigene Werksbahn mit Anschluss an den Bahnhof Weisweiler; heute existieren noch zwei Brücken, eine die Inde überspannende Stahlkonstruktion aus dem Gründungsjahr des Elektrowerkes sowie ein später errichtetes Bauwerk über die Bundesstraße 264.

## Schornstein
1972 wurde ein 175 Meter hoher Schornstein zur Produktion von Ferro-Molybdän errichtet. Nachdem diese Produktion im Jahr 1986 eingestellt worden war, blieb der Schornstein ungenutzt. Am 26. April 1988 fing eine im Schornstein befindliche Kunststoffröhre Feuer; der Brand weitete sich auf weitere Anlagen des Werks aus und verursachte einen Millionenschaden. Die Statik des Betonschornsteins wurde dadurch jedoch nicht beeinträchtigt, sodass er in den Folgejahren von diversen Mobilfunkanbietern als Sendemast benutzt wurde. Als die Mobilfunkanbieter eigene Sendemasten errichteten und die Verträge mit dem Elektrowerk auslaufen ließen, verlor der Schornstein auch diese Funktion. Aufgrund von veranschlagten hohen Umrüstungskosten der nicht mehr normgemäßen Befeuerung wurde der Schornstein, der bis zu diesem Zeitpunkt das zweithöchste Gebäude der Stadt Eschweiler darstellte, im Jahr 2012 auf eine Höhe von 99 Metern zurückgebaut und anschließend versiegelt. 2023 wurde er komplett abgerissen

Elektrowerk Weisweiler
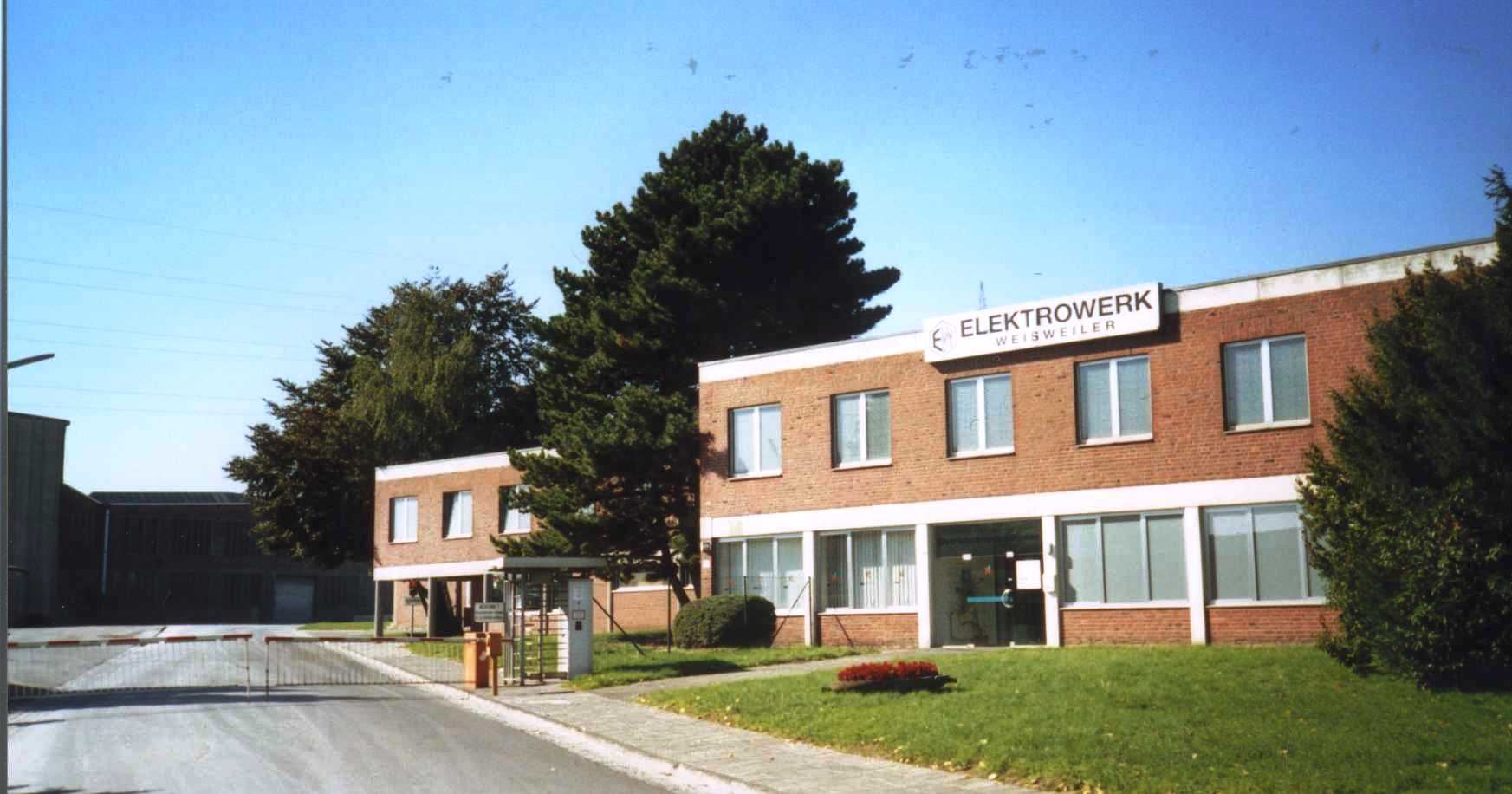
Elektrowerk: Verwaltung
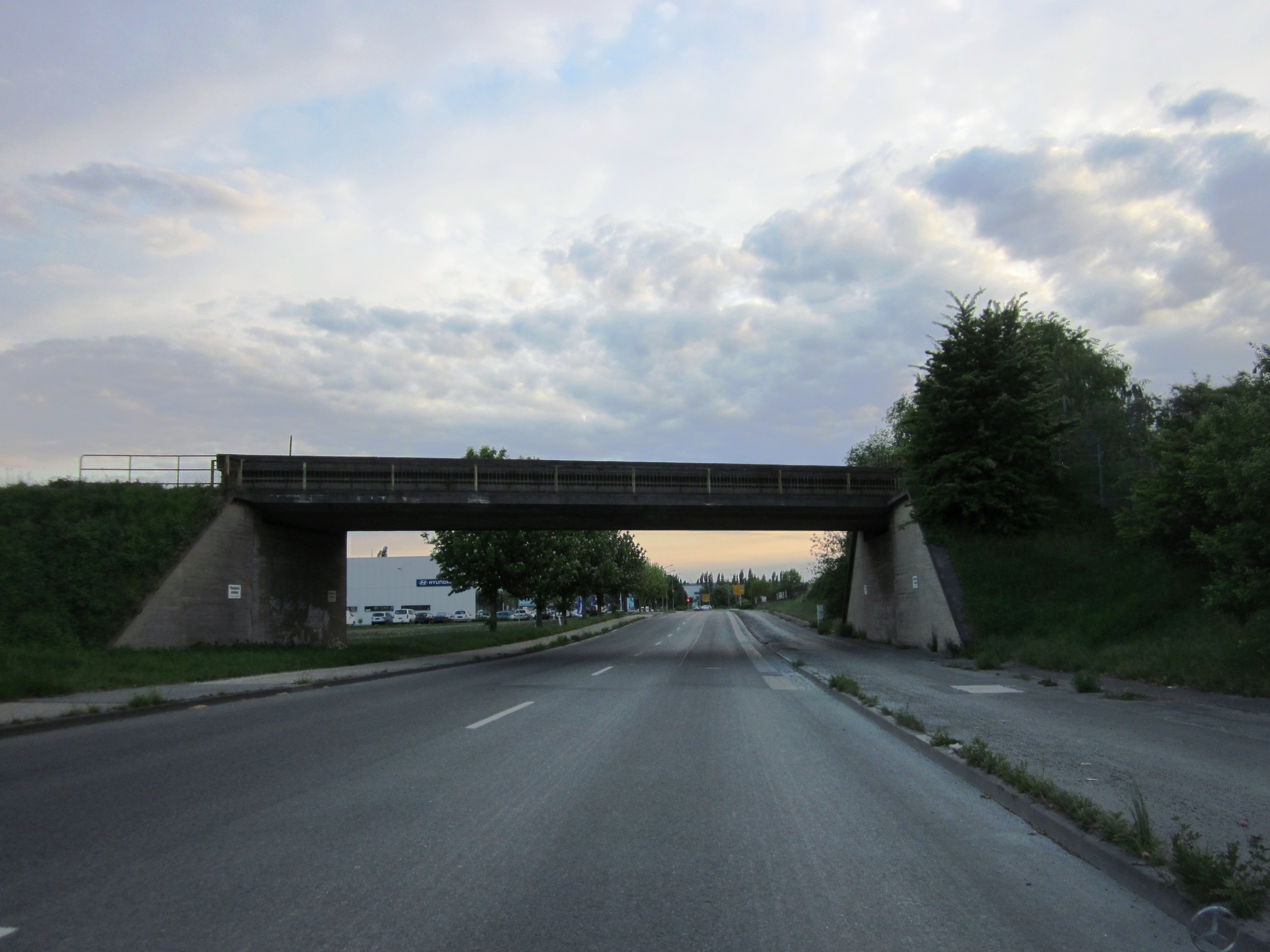
Eisenbahnbrücke der Werksbahn
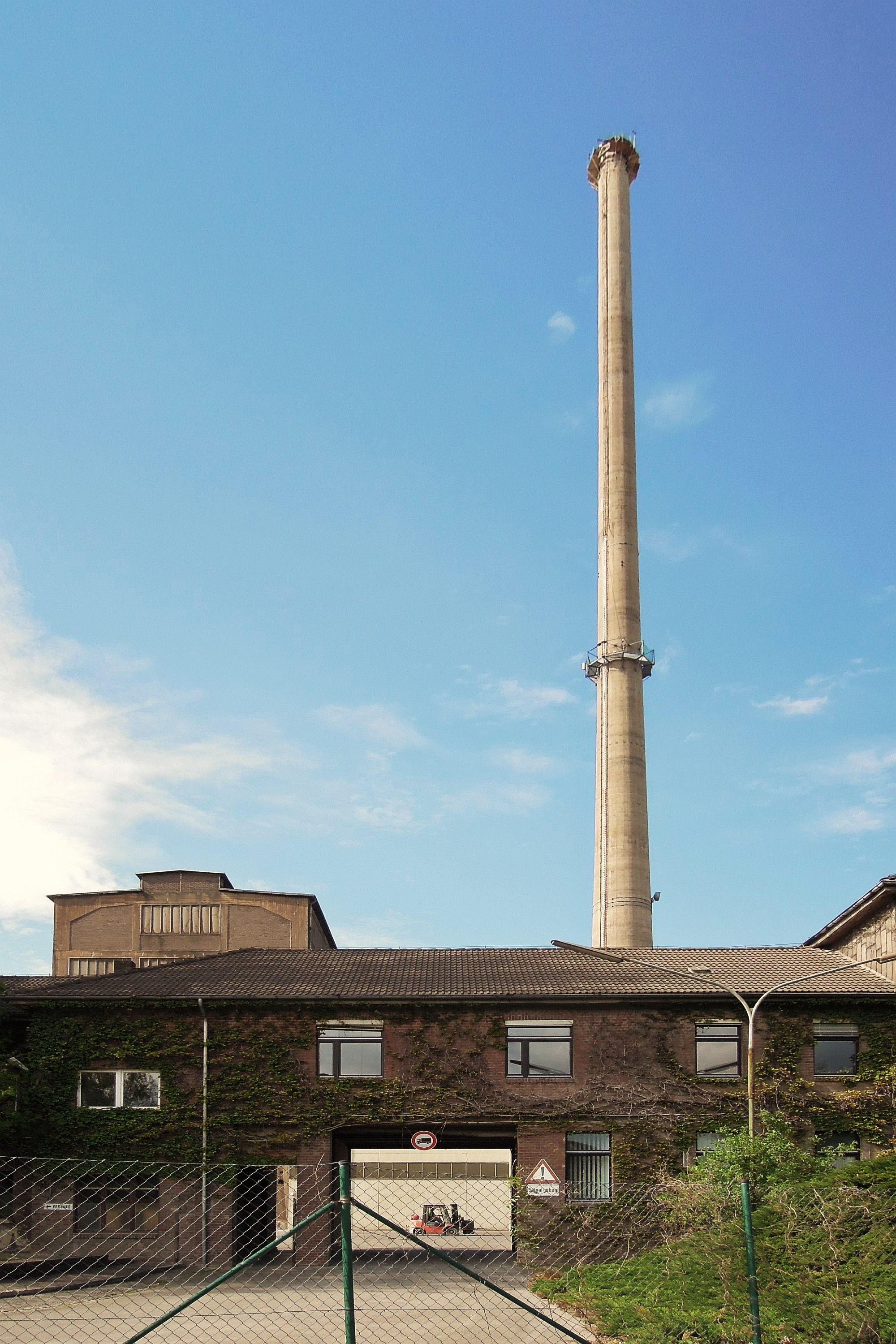
Ehemaliges Hauptportal des Elektrowerkes
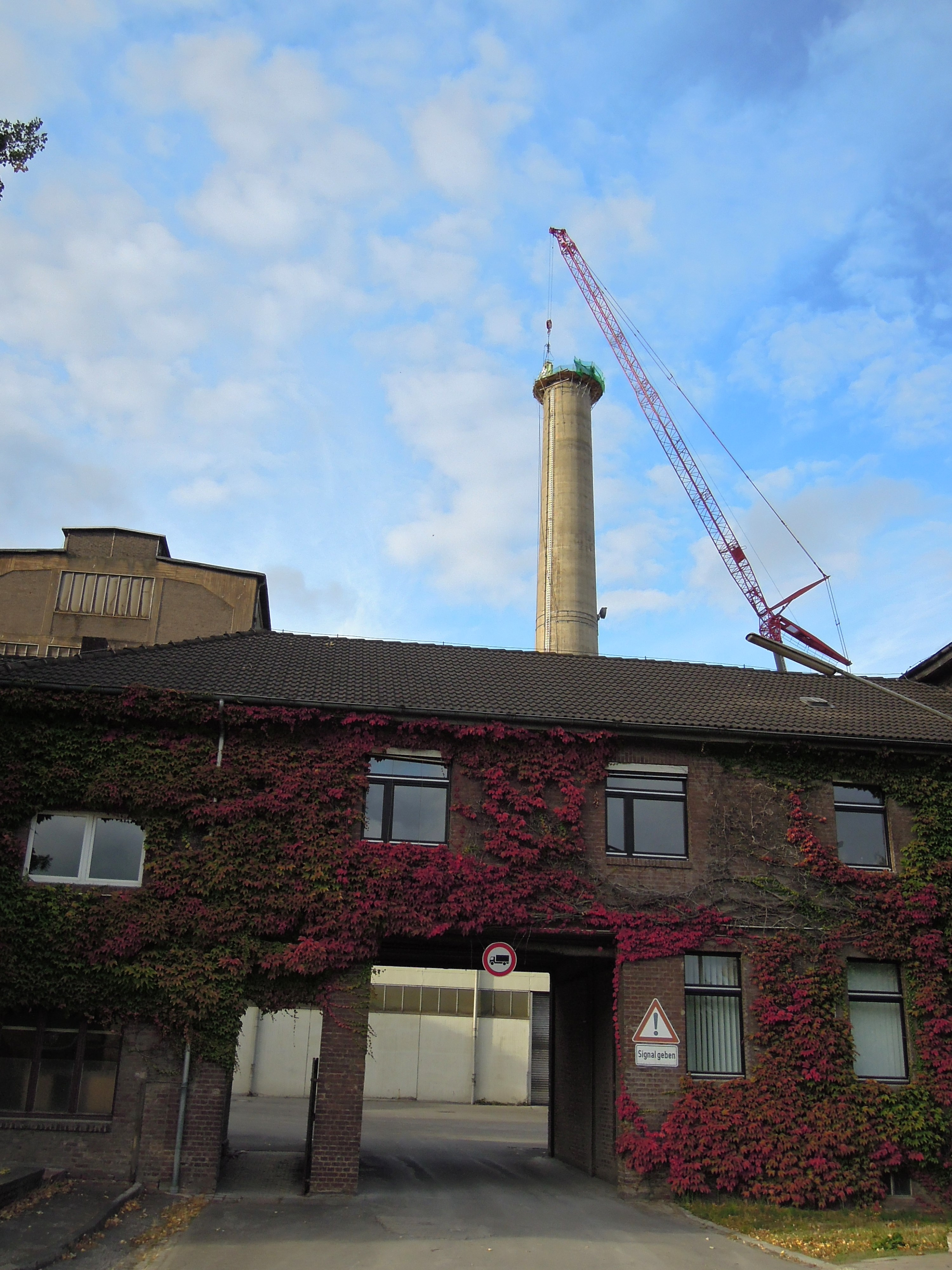
Hauptportal mit Schornstein im Oktober 2012
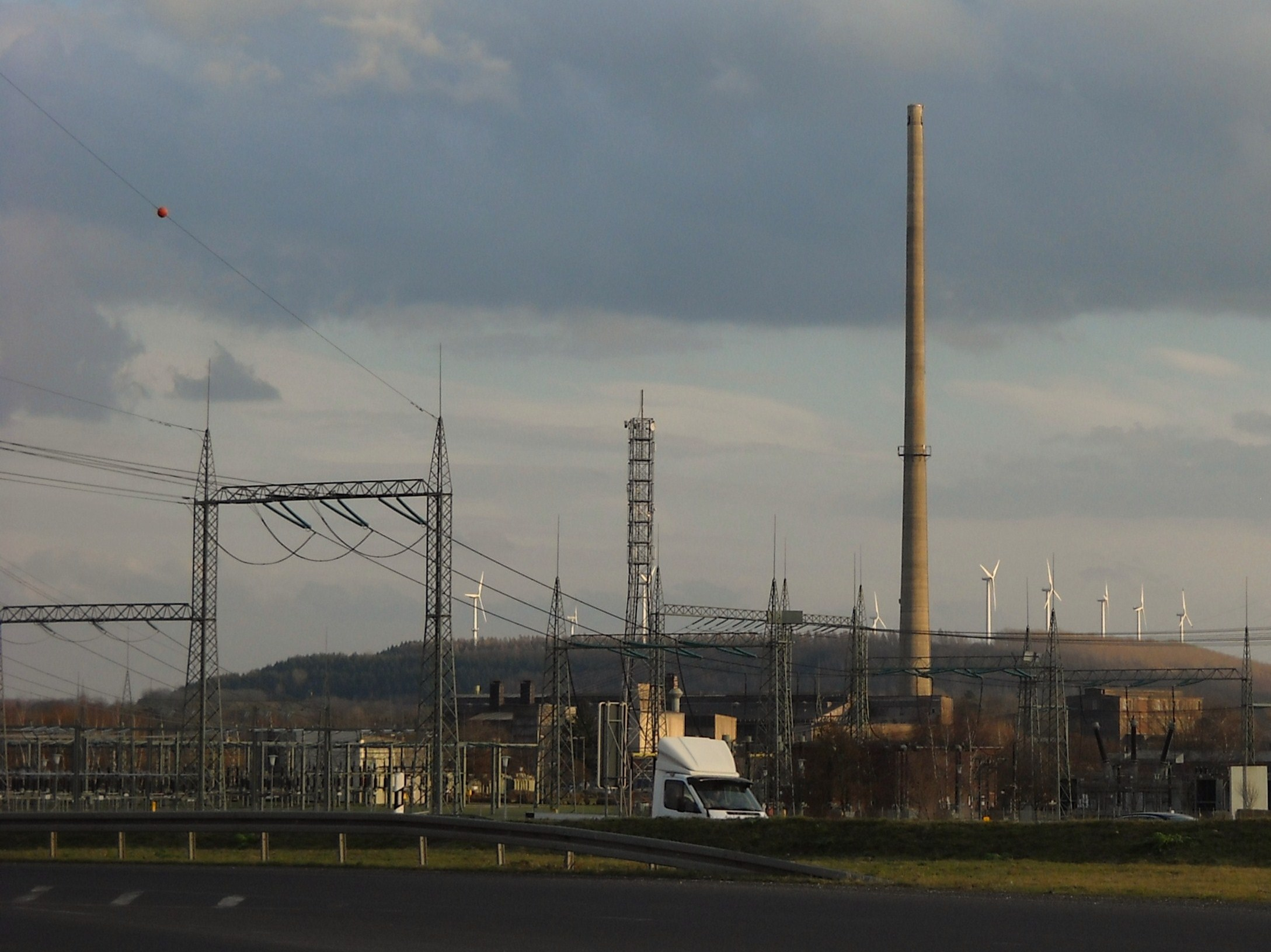
Schornstein des Elektrowerks hinter dem Umspannwerk Weisweiler
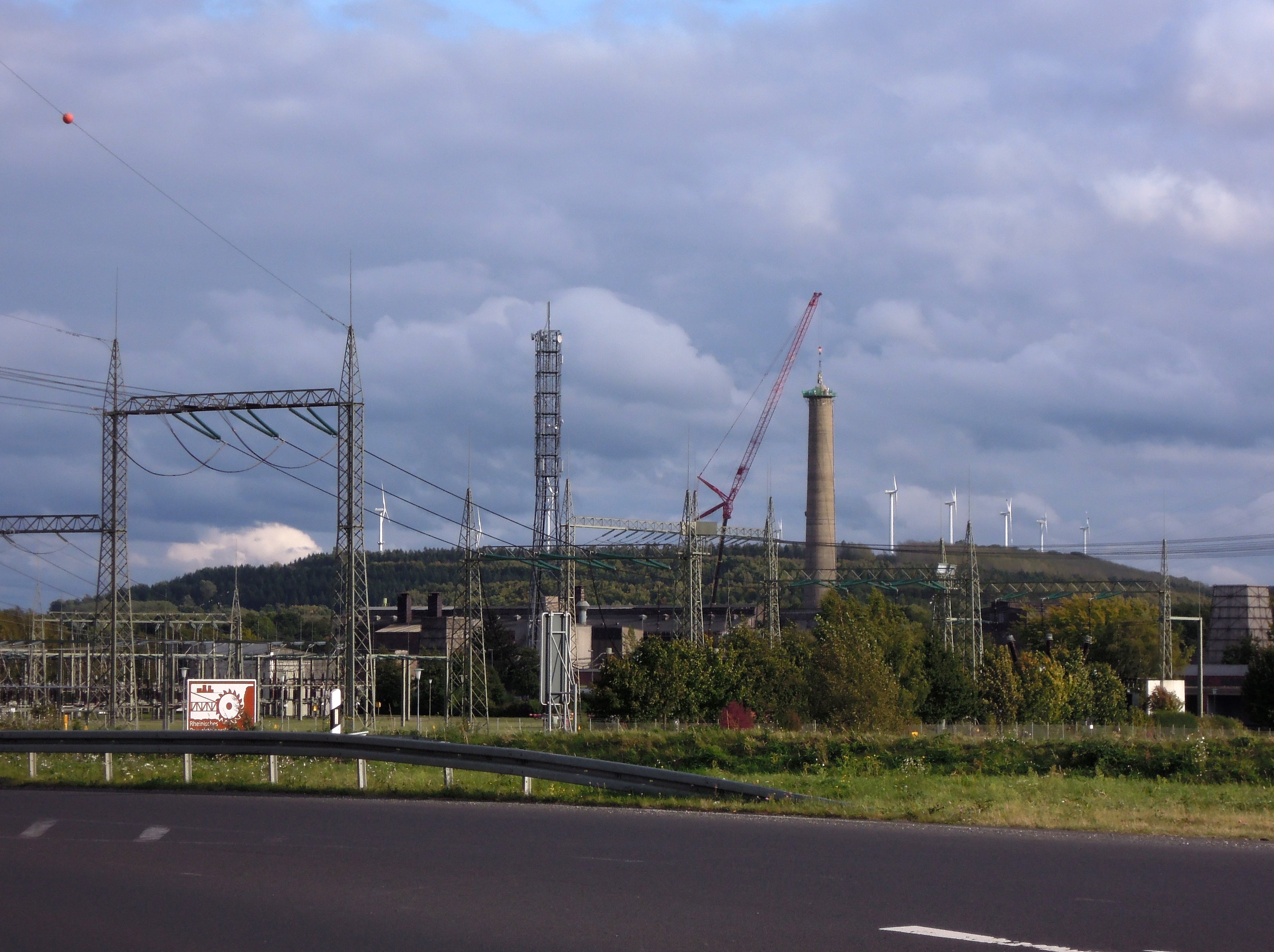
Blick von derselben Stelle während des Abrisses